# Internal Bleed System
Een Internal Bleed System (intern ontluchtingssysteem, ook: Fork Internal Bleed) is een dempingssysteem dat de kwaliteit van de olie in een voorvork beschermt. Het is een aftermarket dempingsmodule voor motorfietsen met in de vorkpoten een conische afsluiter die stapsgewijs kan worden geopend.
De IBS-module gebruikt bij het inveren uitsluitend dempingsolie uit de bodem van de vorkpoot. Deze olie wordt bij het uitveren ook weer teruggevoerd, maar blijft gescheiden van de lucht. Daardoor behoudt de olie zijn dempende kwaliteiten. Bij normale voorvorken beïnvloedt de lucht de werking van de olie al na enkele minuten van intensief gebruik en kan zelfs enige schuimvorming ontstaan. 
Door toepassing van IBS moet minder schuimvorming van de olie en een fijnere afstelling mogelijk zijn. De IBS heeft een in 20 standen instelbare uitgaande demping, de ingaande demping heeft 7 standen. De juiste afstelling en de constante werking van de vering- en demping van een voorvork zijn belangrijk voor motorfietsen die in wedstrijden worden gebruikt. 